# Ed Guigonnet
Ed Guigonnet (* 11. August 2001) ist ein britischer Skirennläufer.

## Karriere
Guigonnet gab sein internationales Renndebüt am 25. November 2017 bei einem Citizenrennen in Val Thorens. Sein erstes internationales Großereignis bestritt er zwei Jahre später beim Europäischen Olympischen Winter-Jugendfestival in Sarajevo, wobei er sowohl im Riesenslalom als auch im Slalom.
2022 wurde Guigonnet britischer Vizemeister im Super-G und im Riesenslalom.
Im darauffolgenden Jahr nahm Guigonnet erstmals an Alpinen Skiweltmeisterschaften teil, wobei er mit Rang 22 in der Alpinen Kombination seine beste Platzierung erreichte.

## Erfolge

### Weltmeisterschaften
- Courchevel/Méribel 2023: 22. Alpine Kombination, DNF Slalom

### Juniorenweltmeisterschaften
- Bansko 2021: 13. Super-G, 27. Riesenslalom, DNF Slalom
- Panorama 2022: 14. Mannschaft, 19. Slalom, 28. Alpine Kombination, 37. Abfahrt, 48 Super-G, 57. Riesenslalom

### South American Cup
- Eine Platzierung unter den besten 10

### Europäisches Olympisches Winter-Jugendfestival
- Sarajevo 2019: DNF Riesenslalom, DNF Slalom

### Weitere Erfolge
- 4 Platzierungen unter den besten 5 bei FIS-Rennen
- Britischer Vizemeister im Super-G (2022)
- Britischer Vizemeister im Riesenslalom (2022)
- Britischer Vizemeister im Slalom (2024)
- Bronze bei den britischen Meisterschaften im Slalom (2023)